# Pithyini
Pithyini – plemię ptaków z podrodziny chronek (Thamnophilinae) w rodzinie chronkowatych (Thamnophilidae).

## Zasięg występowania
Plemię obejmuje gatunki występujące w Ameryce Środkowej i Południowej.

## Systematyka
Do plemienia należą następujące rodzaje:
- Cercomacra P.L. Sclater, 1858
- Cercomacroides Tello & Raposo, 2014
- Sciaphylax Bravo, M.L. Isler & Brumfield, 2013
- Drymophila Swainson, 1824
- Hypocnemis Cabanis, 1847
- Phaenostictus Ridgway, 1909 – jedynym przedstawicielem jest Phaenostictus mcleannani (Lawrence, 1861) – modroliczek
- Pithys Vieillot, 1818
- Willisornis Agne & Pacheco, 2008
- Phlegopsis Reichenbach, 1850
- Oneillornis M.L. Isler, Bravo & Brumfield, 2014
- Gymnopithys Bonaparte, 1857
- Rhegmatorhina Ridgway, 1888